# Klaus-Dieter Kaiser
Klaus-Dieter Kaiser (* 3. November 1935 in Erfurt; † 1. Dezember 2015 in Berlin) war ein deutscher Historiker und Lehrer.

## Leben
Kaiser studierte von 1955 bis 1960 an der Freien Universität in Berlin Geschichte, Französisch und Latein und legte beide Staatsprüfungen für das Lehramt an Gymnasien ab. Er ging für längere Zeit nach Frankreich und war ab 1963 am Französischen Gymnasium in Berlin tätig, wo er zuletzt zum Studiendirektor ernannt wurde.
1973 promovierte er an der Freien Universität Berlin mit einer Dissertation zum Thema Die Eingliederung der ehemals selbständigen norddeutschen Truppenkörper in die preussische Armee in den Jahren nach 1866 zum Dr. phil. 1976 wurde Kaiser zum Vorsitzenden des Landesverbandes Berlin des Verbandes der Geschichtslehrer Deutschlands gewählt. Seit 1996 war er dessen Ehrenvorsitzender. Im Jahr 1984 ernannte ihn die französische Regierung zum Ritter des Ordre des Palmes Académiques, eine der höchsten Auszeichnungen in Frankreich für Verdienste um das französische Bildungswesen. 1992 wurde Kaiser Mitglied des Vereins für die Geschichte und Altertumskunde von Erfurt. Von 2001 bis 2005 war er Vereinsvorsitzender. Kaiser ist der Autor zahlreicher Fachveröffentlichungen hauptsächlich zum Thema preußische Militärgeschichte.
Klaus-Dieter Kaiser starb am 1. Dezember 2015, im Alter von 80 Jahren, nach kurzer schwerer Krankheit in Berlin. Er wurde auf dem Heidefriedhof in Berlin-Mariendorf bestattet.

## Veröffentlichungen (Auswahl)
- Die Eingliederung der ehemals selbständigen norddeutschen Truppenkörper in die preussische Armee in den Jahren nach 1866. Eine Untersuchung zum Verhältnis von Verfassungsnorm und militärischer Wirklichkeit. (Dissertation) Freie Universität, Berlin 1973.
- Erfurt, Napoleon und Preußen 1802 bis 1816. Verein für die Geschichte und Altertumskunde, Erfurt 2002; ISBN 3-9807188-7-5.
- Erfurt und Freiherr von Müffling 1775 – 1851. Ein Leben in preußischen und weimarischen Diensten. Verein für die Geschichte und Altertumskunde, Erfurt 2005; ISBN 3-9809896-9-0.
- Erfurt als Garnison und Festung 1813  – 1873. Web-Site-Verlag, Ebersdorf 2007; ISBN 978-3-940445-02-5.